# Rejon Ljulin
Rejon Ljulin (bułg.: Район Люлин) – rejon w obwodzie miejskim Sofii, w Bułgarii. Populacja wynosi 121 100 mieszkańców.